# آنا لورينا سانشيز
آنا لورينا سانشيز (بالإسبانية: Ana Lorena Sánchez)‏ هي ممثلة مكسيكية، ولدت في 14 أغسطس 1990 في مدينة مكسيكو في المكسيك.

## وصلات خارجية
- آنا لورينا سانشيز على موقع IMDb (الإنجليزية)
- آنا لورينا سانشيز على موقع كينوبويسك (الروسية)